# Melanocharis longicauda
Melanocharis longicauda là một loài chim trong họ Melanocharitidae.